# Knituoja
Knituoja neboli Knituva je řeka 1. řádu v Litvě, v Žemaitsku v okrese Kelmė, pravý přítok řeky Venta, do které se vlévá u vsi Čekaičiai, 6 km východně od města Užventis, 317,4 km od jejího ústí do Baltského moře. Pramení v lese Adošiškės miškas, 0,5 km západně od vsi Papilalis, 5 km na jihojihozápad od Vaiguvy, okres Kelmė. Teče zpočátku severoseverovýchodním směrem, u vsi Kiloniai se stáčí k východu, začíná meandrovat, protéká rybníkem Adošiškės tvenkinys (1,84 ha), u vsi Šarkiai protéká rybníkem Šarkių tvenkinys (8 ha), po soutoku s potokem Trumpė se stáčí k severoseverovýchodu až k soutoku s Luokupisem, za kterým se stáčí k západu, protéká rybníkem Bagužių tvenkinys (7 ha), za kterým se stáčí k severoseverozápadu, později k severu, teče po východním okraji lesa Užgirių miškas a dále mezi poli až k ústí do řeky Venta. Průměrný spád je 208 cm/km. 

## Přítoky
- Levé:

| Hydrologické pořadí | Řeka  | Délka (km) | Povodí (km²) | Vzdálenost od ústí (km) | Ústí kde | Koordináty ústí                  |
| ------------------- | ----- | ---------- | ------------ | ----------------------- | -------- | -------------------------------- |
|                     | K - 1 | 2,5        |              |                         | Liupšiai | 55°43′33″ s. š., 22°46′14″ v. d. |

- Pravé:

| Hydrologické pořadí | Řeka     | Délka (km) | Povodí (km²) | Vzdálenost od ústí (km) | Ústí kde  | Koordináty ústí                  |
| ------------------- | -------- | ---------- | ------------ | ----------------------- | --------- | -------------------------------- |
| 30010091            | Trumpė   | 4,4        | 11,1         | 14,8                    | Šarkiai   | 55°41′12″ s. š., 22°46′30″ v. d. |
| 30010092            | Luokupis | 3,8        | 3,8          | 10,2                    | Pikeliai  | 55°43′11″ s. š., 22°47′20″ v. d. |
| 30010093            | K - 2    | 2,6        | 3,2          | 6,2                     | Albaičiai | 55°44′33″ s. š., 22°46′10″ v. d. |
| 30010094            | Šerupis  | 2,7        | 5,6          | 4,8                     | Albaičiai | 55°44′49″ s. š., 22°46′15″ v. d. |

## Sídla při řece
- Papilalis, Plumpiai, Kilioniai, Paknituvis, Adošiškė, Šarkiai, Norkiai, Švytriškė, Pikeliai, Liupšiai, Bagužiai, Paknituvis, Gedužiai, Albaičiai, Pelėdkojai, Čekaičiai

## Komunikace, vedoucí přes řeku
Silnice Papilalis - Kelmė, silnice č. 158 Užventys - Kelmė, silnice Vaiguva - Šaukėnai